# Григолашвілі Борис Аркадійович
Борис Аркадійович Григолашвілі (груз. ბორის არკადის ძე გრიგოლაშვილი; 26 жовтня 1933,Тбілісі — 29 жовтня 1993, Кутаїсі)  — грузинський воєначальник, генерал-майор (1993). Учасник війни в Абхазії та Південній Осетії.

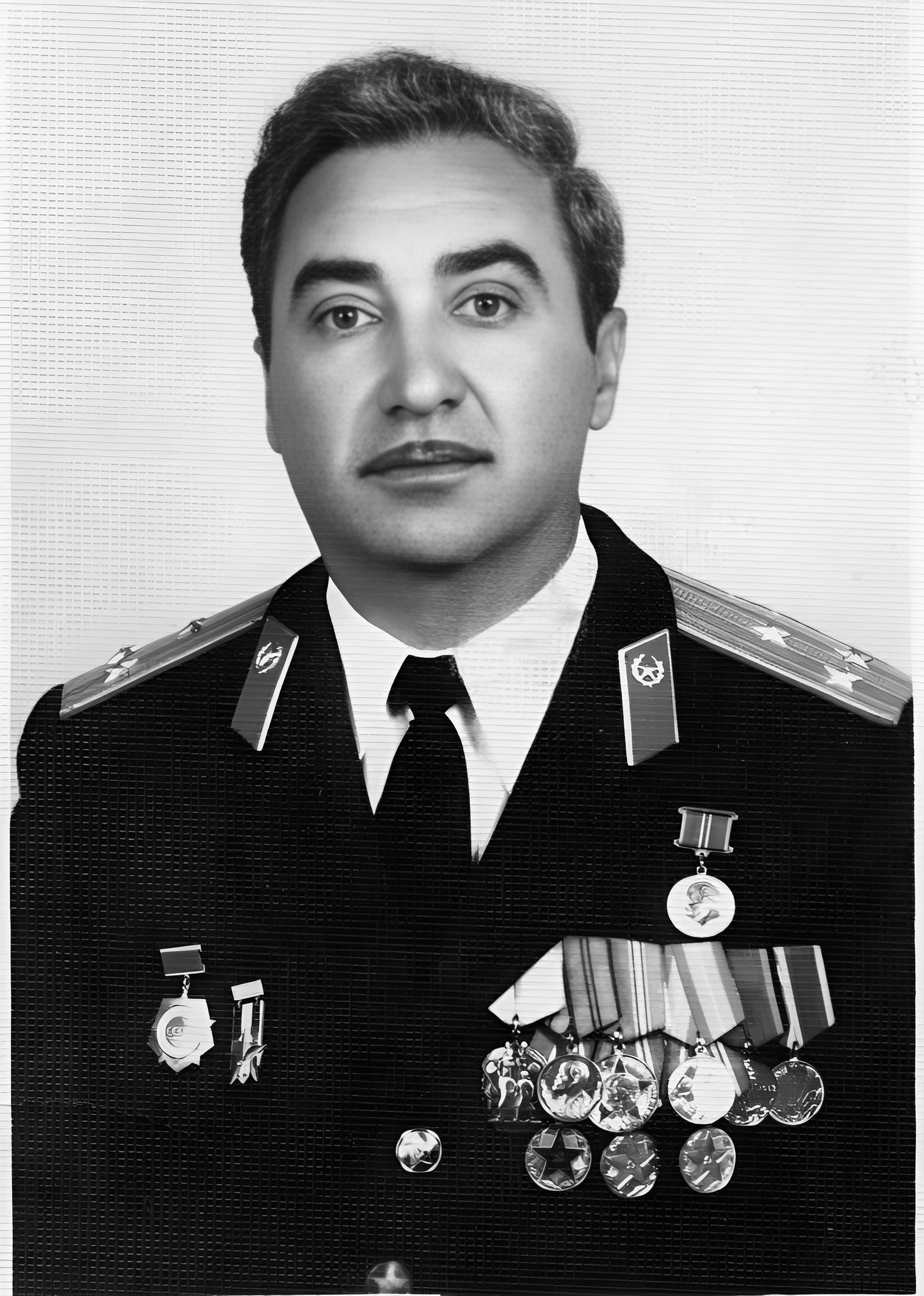
Борис Григолашвілі – під час служби у Збройних силах СРСР 1983 р.

## Біографія
Закінчив Тбіліське військове училище (1956). Він служив в Збройних силах СРСР (1953—1989). Дослужився до звання полковника (1980). Нагороджений 3 орденами та 14 медалями СРСР.
У Збройних силах Грузії з лютого 1992: начальник оперативного управління - перший заступник начальника штабу Головного управління Національної гвардії Грузії, з липня 1993 - начальник штабу - перший заступник командувача 1-го армійського корпусу Міністерства оборони Грузії.
Б. Григолашвілі у 1992-1993 роках брав участь у бойових діях в Абхазії та Самачабло (Цхінвальський регіон). Під його керівництвом було сплановано та успішно проведено багато бойових операцій. Він був смертельно поранений і героїчно загинув у боях в абхазькій війні 29 жовтня 1993. «За видатний внесок на благо батьківщини та нації, стійкість і самопожертву, виявлену мужність та героїзм у боротьбі за захист батьківщини та її територіальної цілісності, за вміле керівництво, здійснення заходів щодо оборони, розробку та проведення військових операцій» генерал-майор Борис Григолашвілі Указом Глави держави Грузії № 229 від 5 листопада 1993 був посмертно нагороджений Орденом Вахтанга Горгасалі I ступеня.